# Морфология сказки
«Морфоло́гия ска́зки» (в более поздних изданиях также «Морфология волшебной сказки») — работа В. Я. Проппа, опубликованная в 1928 году, в которой автор раскрывает строение волшебных сказок на материале выборки из ста сказок из сборника «Народные русские сказки» А. Н. Афанасьева. «Морфология...» стала одним из наиболее популярных исследований фольклористики XX века, а идеи Проппа оказали непосредственное влияние на развитие структурализма и нарратологии.

## Основные положения
Морфология сказки означает описание сказки по её составным частям и отношений частей друг к другу и к целому.
Изучая фольклор, Пропп заметил, что в сказке имеются постоянные и переменные величины. К постоянным относятся функции действующих лиц и их последовательность. Под функцией Пропп понимает действие персонажа с точки зрения его влияния на ход действия.
Четыре центральных положения, которые развиваются в «Морфологии…»:
1. Постоянными, устойчивыми элементами сказки служат функции действующих лиц независимо от того, кем и как они выполняются. Они образуют основные составные части сказки.
2. Число функций, известных волшебной сказке, ограничено.
3. Последовательность функций всегда одинакова. При этом данная закономерность касается только фольклора — искусственно созданные сказки ей не подчинены.
4. Все волшебные сказки однотипны по своему строению, то есть содержат одинаковые функции.

К переменным параметрам относятся: количество и способы исполнения функций, мотивировки и атрибуты персонажей, языковой стиль.
Таким образом, исполняемые функции в их последовательности составляют единый композиционный стержень для всех волшебных сказок:

Похищает ли змей царевну или чёрт крестьянскую или поповскую дочку, это с точки зрения композиции безразлично. Но данные случаи могут рассматриваться как разные сюжеты.

Всего в волшебной сказке Пропп выделяет 31 возможную функцию. При этом многие функции расположены попарно (запрет — нарушение, борьба — победа, преследование — спасение и так далее). Также функции логически объединяются по кругам действий персонажей волшебной сказки, то есть в сказке имеется всего семь действующих лиц: герой, вредитель, отправитель, даритель, помощник, царевна, ложный герой.
В результате:

Отметая все местные, вторичные образования, оставив только основные формы, мы получим ту сказку, по отношению к которой все волшебные сказки явятся вариантами. Произведённые нами в этом отношении разыскания привели нас к тем сказкам, где змей похищает царевну, где Иван встречает ягу, получает коня, улетает, при помощи коня побеждает змея, возвращается, подвергается погоне змея, встречает братьев и т. д., как к основной форме волшебных сказок вообще.

## Функции действующих лиц
В. Я. Пропп выделяет следующие функции, давая им краткое словесное обозначение и условный знак:
I. Один из членов семьи отлучается из дома (отлучка, е)
II. К герою обращаются с запретом (запрет, б)
III. Запрет нарушается (нарушение, b)
IV. Вредитель пытается произвести разведку (выведывание, в)
V. Вредителю даются сведения о его жертве (выдача, w)
VI. Вредитель пытается обмануть свою жертву, чтобы овладеть ею или её имуществом (подвох, г)
VII. Жертва поддается обману и тем невольно помогает врагу (пособничество, g)
VIII. Вредитель наносит одному из членов семьи вред или ущерб (вредительство, А).
VIII-a. Одному из членов семьи чего-либо не хватает, ему хочется иметь что-либо (недостача, a)
IX. Беда или недостача сообщается, к герою обращаются с просьбой или приказанием, отсылают или отпускают (посредничество, В)
X. Искатель соглашается или решается на противодействие (начинающееся противодействие, С)
XI. Герой покидает дом (отправка, ↑)
XII. Герой испытывается, выспрашивается, подвергается нападению и пр., чем подготовляется получение им волшебного средства или помощника (1-я функция дарителя, Д)
XIII. Герой реагирует на действия будущего дарителя (реакция героя, Г)
XIV. В распоряжение героя попадает волшебное средство (снабжение, получение волшебного средства, Z)
XV. Герой переносится, доставляется или приводится к месту нахождения предмета поисков (путеводительство, R)
XVI. Герой и вредитель вступают в непосредственную борьбу (борьба, Б)
XVII. Героя метят (клеймение, отметка, К)
XVIII. Вредитель побеждается (победа, П)
XIX. Начальная беда или недостача ликвидируется (ликвидация беды или недостачи, Л)
XX. Герой возвращается (возвращение, ↓)
XXI. Герой подвергается преследованию (преследование, погоня, Пр)
XXII. Герой спасается от преследования (спасение, Сп)
XXIII. Герой неузнанным прибывает домой или в другую страну (неузнанное прибытие, X)
XXIV. Ложный герой предъявляет необоснованные притязания (необоснованные притязания, Ф)
XXV. Герою предлагается трудная задача (трудная задача, З)
XXVI. Задача решается (решение, Р)
XXVII. Героя узнают (узнавание, У)
XXVIII. Ложный герой или вредитель изобличается (обличение, О)
XXIX. Герою дается новый облик (трансфигурация, Т)
XXX. Враг наказывается (наказание, Н)
XXXI. Герой вступает в брак и воцаряется (свадьба, С)

## Значение выводов
Пропп отмечает, что на основной исторический вопрос «Откуда происходит сказка?» невозможно ответить без рассмотрения особенностей рассказа как такового: «Если мы не умеем разложить сказку на её составные части, то мы не сумеем произвести правильного сравнения. А если мы не умеем сравнивать, то как же может быть пролит свет, например, на индоегипетские отношения или на отношения греческой басни к индийской и т. д.?».
Указывая на полное единообразие строения волшебных сказок, Пропп оставляет вопрос о происхождении сказок из одного источника историческому исследованию, которое вышло в 1946 г. под названием «Исторические корни волшебной сказки».